# Aequidens rondoni
Espèce
Aequidens rondoni est une espèce de poissons perciformes appartenant à la famille des Cichlidae.